# 태안 흥주사 삼층석탑
태안 흥주사 삼층석탑(泰安 興住寺 三層石塔)은 대한민국 충청남도 태안군 태안읍, 흥주사 대웅전 앞에 서 있는 삼층석탑이다. 1973년 12월 24일 충청남도의 유형문화재 제28호로 지정되었다.

## 개요
흥주사 대웅전 앞에 서 있는 탑으로, 일부분이 없어지거나 매몰되는 등 훼손이 심한 상태이다.
탑을 받쳐주는 기단(基壇)은 2층을 이루고 있는데, 아래층 기단의 일부가 땅에 묻혀 온전한 형태를 알 수 없다. 각 기단의 맨 윗돌은 아래위 모서리를 깎아내어 무딘 감을 주고 있으며, 위층 기단의 네 모서리와 각 면의 가운데부분에는 기둥모양을 본떠 조각해 놓았다. 탑신부(塔身部)는 2층까지만 남아 있으나, 비례로 보아 3층 석탑이었을 것으로 보인다. 1층 몸돌에는 각 면에 네모난 윤곽이 조각되어 있는데, 그 안에 또 다른 무늬를 두었을 것으로 보이나 뚜렷하지는 않다. 심하게 닳아 있는 지붕돌은 1, 2층 모두 밑면에 3단의 받침을 두었으며, 네 귀퉁이에서 살짝 위로 들려있다. 3층에는 후대에 올려진 듯한 독특한 모습의 몸돌과 지붕돌이 보충되어 있다.
탑을 세운 시기는 절의 창건시기와 비슷한 고려시대로 보인다. 일부 파손된 부분을 복원해 놓았으나 조화를 이루지 못해 어색한 모습이다.

## 같이 보기
- 삼층석탑

## 참고 자료
- 흥주사삼층석탑 - 국가유산청 국가유산포털